# Александар Арсенијевић
Александар Арсенијевић (Приштина, 24. август 1992) српски је политичар, активиста и наставник хемије. Председник је и оснивач Српске демократије. Истакао се као један од представника струје отпора против репресије Републике Косово над Србима.

## Биографија
Рођен је 24. августа 1992. године у Приштини. Након рата на Косову и Метохију и НАТО бомбардовања, као дете, био је у избеглиштву. Дипломирао је на Природно-математичком факултету Универзитета у Приштини, смер хемија. По образовању је дипломирани мастер хемичар. Добитник је признања Републике Србије као један од најзначајнијих студената за опстанак Универзитета у Приштини са привременим седиштем у Косовској Митровици. Био је председник Студентског парламента Природно-математичког факултета у трајању 4 године. Тренутно завршава Правни факултет Универзитета у Приштини. Арсенијевић је 2018. године био део групе студената са Косова и Метохије коју је угостио председник Србије Александар Вучић.
Од 2013. године ради као угоститељ, док је током 2021. године радио као наставник хемије до уласка у политику када је изгубио посао.
Почео је да се бави политиком 2021. године када је основао Грађанску иницијативу „Српски опстанак”. На локалним изборима 2021. године кандидовао се за председника општине Северна Косовска Митровица, али је Централна изборна комисија одбила његову кандидатуру због правоснажне пресуде за кривично дело која је Арсенијевићу изречена 2018. године. Најавио је кандидатуру за председника општине Северна Косовска Митровица на локалним изборима 2023. године, као једини српски кандидат, али је убрзо повукао кандидатуру због бојкота српске заједнице.
У децембру 2023. године, Српски опстанак прераста у политичку странку под називом Српска демократија.
Више пута је хапшен од стране Полиције Косова због активизма против акција приштинских власти. Према Арсенијевићу, чак и живот у избегличкој колони је бољи за Србе од тренутне ситуације на Косову и Метохији. Арсенијевић сматра да странка Самоопредељење премијера Аљбина Куртија води кампању против њега, са циљем његовог хапшења.

## Занимљивости
Играо је једну од главних улога у филму Неспоразум редитеља Ненада Тодоровића. Филм је сниман од 2012. до 2013. године, али никада није завршен због недостатка средстава.